# 五怖畏
五怖畏 pañca vibhīṣaṇān，指的是初學菩薩的五種怖畏。

## 內容
一、不活畏：
為化渡眾生占去務業之時，則無求生計之機，行布施時怕影響自己的生活，故不能盡其所有，為之有瞻前顧後之執著怖畏，因為初學菩薩往往處於有餘依階段。如果邁不過這個畏，就進入不到乾慧地菩薩的證量，更進入不到真正的登地菩薩的境界。
二、惡名畏：
行者於世間，遭受誣謗，恐受惡名，或牽連罪名，不能為和光同塵之行，生罣障惡名畏。學佛法當中，難免些誣謗、誣名，或者世間法上的事情，被他人顛倒捉弄。因為魔妖本來就與佛菩薩對立的，他們來到這地球上，破壞聖人、破壞正法就是他 們的工作。所以魔妖他們為了破壞眾生慧命，謗害如來正法，達到害聖助邪的目的，妖邪的劣行會嚇到初學菩薩，發生在各個方面，甚至於有時候是對上師的事情，或者是某位高僧大德的事情，或者某位師兄、師弟的事情、某位朋友的事情，惡人壞弟子的事情，初學菩薩就怕罪名牽連到他，因此呢就不願意一起去做光明的事，也怕墮落在同塵之中去，墮落在黑暗之冤假錯案中去，也就是說不與你同甘共苦為眾生服務。原因是怕累贅於他，就生罣礙惡名畏，怕別人說：就是他，這個傢伙是壞人！只背了一些惡名他都怕了。
三、死畏：
發菩提心的薩埵，以菩提心這個因緣之故呢，要為法忘軀，為了佛法不惜一切勞累，為了渡眾生，為眾生說法，牽渡眾生走上佛門的正道，牽渡眾生如何做一個真正的好人，了脫生死，這個是菩薩自己的任務。由於在初學境界之中，想作菩薩，有的已經證入聖境而初學的菩薩，但有的在未斷我執的時候，就不能自捨生命，是死畏之罣礙造成的。發了菩提心，作了菩提薩埵以後，要為法忘軀，為了眾生可以連自己的生命都可以拋去，這才是真正的菩薩境界。
四、惡道畏：
於行持中，恐墮惡道輪迴，於不善法而成分別對治處之，意令不生，是執善惡分別之有罣礙之惡道畏也。
總之佛法一定得從行上修起，如理入法，不要於善法而成分別對治處之，不能產生這麼一種境界。同時也不能住於空樂之境，執著位入空樂之境，則產生有相所得定，落入有為相樂所生境中，但亦不能執著善惡二境智分別。如執善惡分別，則執善惡分別之有罣礙，善惡分別不執著則即真空，執著則產生罣礙，就進入惡道畏。需不執著，要無為行善，無為離惡，心無罣礙而行。
五、大眾威德畏：
初學菩薩有大眾威德的，凡行菩薩道者，首先得為渡眾生而擔負如來法擔，以自覺覺他為務，若逢機緣成熟，有人集眾祈請開示，於有善解法義人前，不敢暢論，惟恐有失，生大眾威德之罣礙而所畏也。
凡行菩薩道者，首先得為眾生擔負如來的法擔。佛的目的就是要渡脫一切眾生，祂發下了如是的大事因緣，我們學菩薩的人應該替祂擔負荷擔，要為眾生說法。那麼要為眾生說法，自己要懂得佛法，要進入初學菩薩境界，但是真正要講法，要作為法師、正知正見的法師境界去講法，起碼是九地菩薩，八地菩薩說法都是缺陷甚大的。當然要沒有錯誤，只有等妙覺菩薩和佛陀。
初學菩薩在有機緣的時候，或者有很多人，或者有數人，在請他說法，在大眾的面前，其中下面有高僧大德，那麼他就怕了，他就怕把佛法講錯，因此就產生極大的怖畏。實際上這是罣礙所致，見大眾而不能暢論，見有高僧大德而不能暢論，產生的怖畏，這個現象就是我執轉迴的現象，就是我執迭迴來了，開始產生執著，所以要把大眾威德畏都去掉，不能有。

## 詞名出處
- 《雜阿含經》卷二十六︰「成就此四力者，得離五恐怖。何等五﹖謂不活恐怖、惡名恐怖、眾中恐怖、死恐怖、惡趣恐怖，是名五恐怖。
- 《十住經•歡喜地》卷1：「是菩薩摩訶薩得歡喜地，所有諸怖畏即皆遠離，所謂不活畏、惡名畏、死畏、墮惡道畏、大眾威德畏，離如是等一切諸畏。」

## 外部連結
. 佛光大辭典.   [2019-10-12].